# Oligocentria semirufescens
Oligocentria semirufescens là một loài bướm đêm thuộc họ Notodontidae. Nó được tìm thấy ở Nova Scotia phía tây đến đảo Vancouver, phía nam đến Florida, Colorado và miền trung California.
Số semirufescens ở phía tây có màu nhạt hơn và xám hơn số ở miền đông Canada, và bề ngoài giống với Oligocentria perangulata ở miền nam.
Sải cánh dài 30–45 mm. Con trưởng thành bay từ tháng 5 đến tháng 9, nhưng từ tháng 6 qua đầu tháng 8 ở Alberta.
Ấu trùng ăn nhiều loại cây và bụi khác nhau, bao gồm cây táo, sồi, cây cáng lò (hay cây bulô), cây bạch dương, cây sồi, cây thích, cây hoa hồng và cây liễu.